# Uladzislau Hancharou

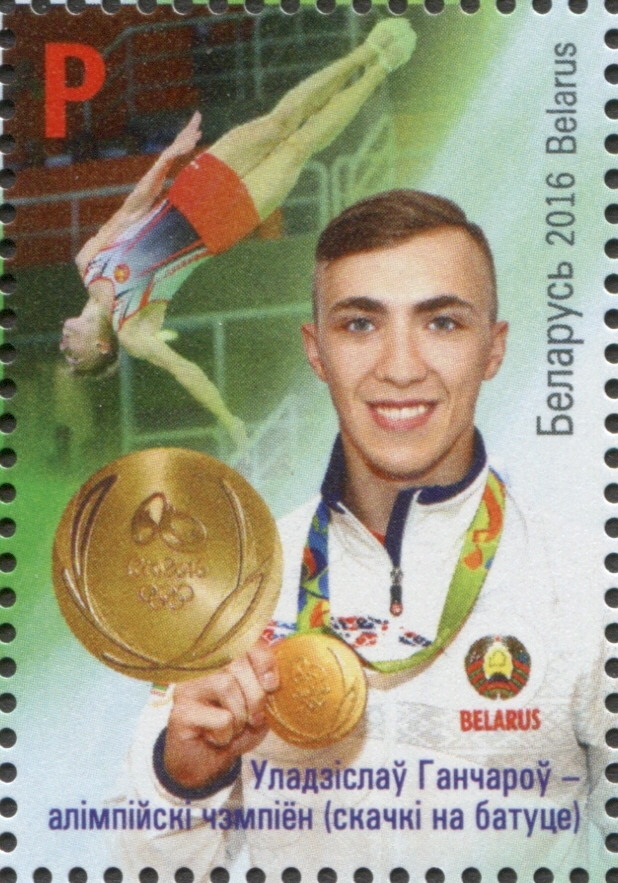
Hancharou no selo postal belarusso "Medalhistas dos XXXI Jogos Olímpicos em Rio de Janeiro"

Uladzislau Hancharou (em bielorrusso:  Уладзіслаў Алегавіч Ганчароў, Uladzislaŭ Aliehavič Hančaroŭ; Vitebsk, 2 de dezembro de 1995) é um ginasta de trampolim bielorrusso. Foi campeão olímpico em 2016 na ginástica de trampolim masculina.

## Carreira
Hancharou começou a treinar ginástica de trampolim aos seis anos. Ele fez sua estreia sênior em 2012 e conquistou a medalha de ouro no Trampolim Ginástico na Copa do Mundo em Sofia. Hantcharou competiu em seu primeiro Campeonato Mundial em 2013, em Sofia, Bulgária.
Em 2014, começou a chegar ao pódio em vários eventos da Copa do Mundo. Ele conquistou o ouro individual no Campeonato Europeu de 2014 e o bronze em equipe. No Campeonato Mundial de 2014 em Daytona Beach, Estados Unidos, conquistou bronze no individual e a prata no sincronismo.
Em 2015, Hancharou ganhou medalhas de prata nas modalidades individual e sincronizada nos primeiros Jogos Europeus, realizados em Bacu, no Azerbaijão. Ele repetiu seu sucesso no Campeonato Mundial de 2015, conquistando medalhas de prata no individual masculino, sincronizado e bronze em equipe. Em agosto de 2016, conquistou a medalha de ouro olímpica no trampolim individual masculino nos Jogos Olímpicos do Rio, com a pontuação 61,745. Esta foi a única medalha de ouro conquistada pela Bielorrússia nos jogos.
Em 2020, assinou a carta pró-governo de esportistas, depois da repressão violenta das manifestações pacíficas pelo governo ditatorial.
Nos Jogos Olímpicos de Verão de 2020, em Tóquio, conquistou o quarto lugar em trampolim ginástico.